# Nikolaus Michaelis
Nikolaus Michaelis (* 19. Dezember 1645 in Stralsund; † 2. September 1708 in Wismar) war Jurist und Bürgermeister von Greifswald.

## Leben
Nikolaus Michaelis war der Sohn des Stralsunder Kaufmanns Nikolaus Michaelis und der Anna Erskein. Er wurde zunächst von Hauslehrern unterrichtet, besuchte mehrere Jahre das Gymnasium in Stralsund und anschließend das in Stade. Von dort ging er 1664 an die Universität Frankfurt (Oder), um Rechtswissenschaften zu studieren. 1669 unternahm er eine Bildungsreise über Berlin, Wittenberg, Leipzig, Dresden und Gießen nach Straßburg, wo er sich ein halbes Jahr aufhielt. Wegen des Todes seines Vaters kehrte er nach Stralsund zurück. Ab Juni 1670 setzte er sein Studium an der Universität Greifswald fort. Auf Empfehlung von Verwandten und Freunden wurde ihm vom Generalgouverneur von Schwedisch-Pommern und Kanzler der Universität die Erlaubnis Vorlesungen zu halten erteilt. Nikolaus Michaelis wandte sich jedoch von Greifswald ab und zog nach Güstrow, wo er eine Tochter des Pastors Kistenmacher heiratete. 1673 wurde er in Greifswald zum Doktor beider Rechte promoviert.
Nach dem Tod seiner Frau und anderer Angehöriger sowie dem Ausbruch des Nordischen Krieges zog er nach Stralsund und später weiter nach Greifswald. Er wurde außerordentlicher Professor der Rechte und Mitglied des Stadtrates. 1686 wurde er Bürgermeister von Greifswald. 1708 legte er sein Amt nieder, um wieder eine Professur an der Universität zu übernehmen, starb jedoch im selben Jahr auf der Heimreise von Lübeck in Wismar.